# Polygala helenae
Polygala helenae là một loài thực vật thuộc họ Polygalaceae. Đây là loài đặc hữu của Hy Lạp. Môi trường sống tự nhiên của chúng là thảm cây bụi kiểu Địa Trung Hải. Chúng hiện đang bị đe dọa vì mất môi trường sống.